# Cung Le
Cung Le, född 25 maj 1972, är en vietnamesisk-amerikansk skådespelare och före detta MMA-utövare som bland annat tävlade i organisationerna Strikeforce och Ultimate Fighting Championship.